# Ramot Me'ir
Ramot Me'ir (hebrejsky רָמוֹת מֵאִיר, doslova „Me'irovy výšiny“, v oficiálním přepisu do angličtiny Ramot Me'ir) je vesnice typu mošav v Izraeli, v Centrálním distriktu, v Oblastní radě Gezer.

## Geografie
Leží v nadmořské výšce 82 metrů na pomezí hustě osídlené a zemědělsky intenzivně využívané pobřežní nížiny a regionu Šefela, na jihovýchodním okraji aglomerace Tel Avivu.
Obec se nachází 16 kilometrů od břehu Středozemního moře, cca 23 kilometrů jihovýchodně od centra Tel Avivu, cca 37 kilometrů severozápadně od historického jádra Jeruzalému a 3 kilometry od jihovýchodního okraje města Rechovot. Spolu se sousedními vesnicemi Ganej Hadar a Na'an vytváří souvislé zastavěné území. Ramot Me'ir obývají Židé, přičemž osídlení v tomto regionu je etnicky převážně židovské. Pouze ve městech Lod a Ramla severně odtud žije cca dvacetiprocentní menšina izraelských Arabů.
Ramot Me'ir je na dopravní síť napojena pomocí lokální silnice číslo 4233, která západně od mošavu ústí do dálnicí číslo 40. Další dálnice číslo 6 míjí vesnici na východní straně. Paralelně s ní také mošav na východě míjí železniční trať z Lodu na jih, do Beerševy.

## Dějiny
Ramot Me'ir byl založen v roce 1949 na pozemcích vysídlené arabské vesnice al-Na'ani, jež tu stávala až do války za nezávislost roku 1948. Nacházela se na cca 1,5 kilometru východně od nynějšího Ramot Me'ir. Stávaly tu dvě mešity a chlapecká základní škola založená roku 1923. Poblíž vesnice se rozkládala lokalita Chirbet Tal Malat, se stavebními pozůstatky identifikovanými jako biblický Gibton (nezaměňovat s nynější židovskou vesnicí Gibton cca 7 kilometrů západně odtud). Roku 1931 měla al-Na'ani 1142 obyvatel a 300 domů. Počátkem války byla tato oblast v květnu 1948 ovládnuta židovskými silami a arabské osídlení zde skončilo. Zástavba vesnice pak byla 10. června 1948 zbořena s výjimkou objektu železniční stanice a několika domů.
Ramot Me'ir je pojmenován podle Meyera Rosoffa, sionistického aktivisty z USA, který přispěl na výkup pozemků pro zřízení tohoto mošavu. Zakladateli vesnice byla skupina demobilizovaných vojáků izraelské armády. Po 15 letech se ovšem mošav prakticky rozpadl, většina obyvatel odešla a na místě zůstaly jen tři až čtyři rodiny. V roce 1968 se v Paříži utvořila skupina francouzských Židů, která se roku 1969 přestěhovala do Izraele a usadila se v Ramot Me'ir.
Místní ekonomika je orientována na zemědělství (zejména skleníkové hospodářství, produkce květin a chov drůbeže).

## Demografie
Podle údajů z roku 2014 tvořili naprostou většinu obyvatel v Ramot Me'ir Židé (včetně statistické kategorie "ostatní", která zahrnuje nearabské obyvatele židovského původu ale bez formální příslušnosti k židovskému náboženství).
Jde o menší obec vesnického typu s dlouhodobě rostoucí populací. K 31. prosinci 2014 zde žilo 767 lidí. Během roku 2014 populace klesla o 0,9 %.
| Rok            | 1961 | 1972 | 1983 | 1995 | 2001 | 2003 | 2004 | 2005 | 2006 | 2007 | 2008 | 2009 | 2010 | 2011 | 2012 | 2013 | 2014 |
| -------------- | ---- | ---- | ---- | ---- | ---- | ---- | ---- | ---- | ---- | ---- | ---- | ---- | ---- | ---- | ---- | ---- | ---- |
| Počet obyvatel | 97   | 226  | 250  | 250  | 443  | 471  | 496  | 514  | 555  | 598  | 615  | 716  | 750  | 782  | 764  | 774  | 767  |